# Baunhøj Mølle
Baunhøj Mølle, som er en hollandsk vindmølle, blev bygget i 1849 på Grenaas bedste udsigtspunkt, 37 meter over havet. Møllen blev opført af distriktslæge C.A. Arendrup, der måtte sælge møllen igen på tvangsauktion i 1856. Møllens vingefang er 22 meter og fra højeste vingespids til jorden er der 30 meter. Fra vingeakslen til jorden er der 16,5 meter. Møllen i sig selv uden vinger har en højde på 24 meter.
Møllen nedbrændte totalt i 2002, hvor den blev antændt af en gnist fra en ukrudtsbrænder, og efter en debat i byen blev man enige om at genopføre møllen.